# Elecciones parlamentarias de Afganistán de 2018
Las elecciones parlamentarias estaban previstas para realizarse en la República Islámica de Afganistán el 15 de octubre de 2016, para elegir miembros de la Wolesi Jirga. Estas se pospusieron al 7 de julio de 2018 y posteriormente al 20 de octubre de 2018. Gran parte del preludio a las elecciones se centró en el debate sobre la reforma de las leyes electorales de Afganistán. El sistema actual es un voto único e intransferible.